# Платон (Левицкий)
Плато́н Леви́цкий (ум. 1749) — архимандрит Назарет-Богородичного монастыря Русской православной церкви в Нежине, ректор Московской духовной академии (1739—1741), живший в первой половине XVIII века.

## Биография
О его детстве и мирской жизни сведений практически не сохранилось, да и прочие биографические сведения о нём очень скудны и отрывочны. 

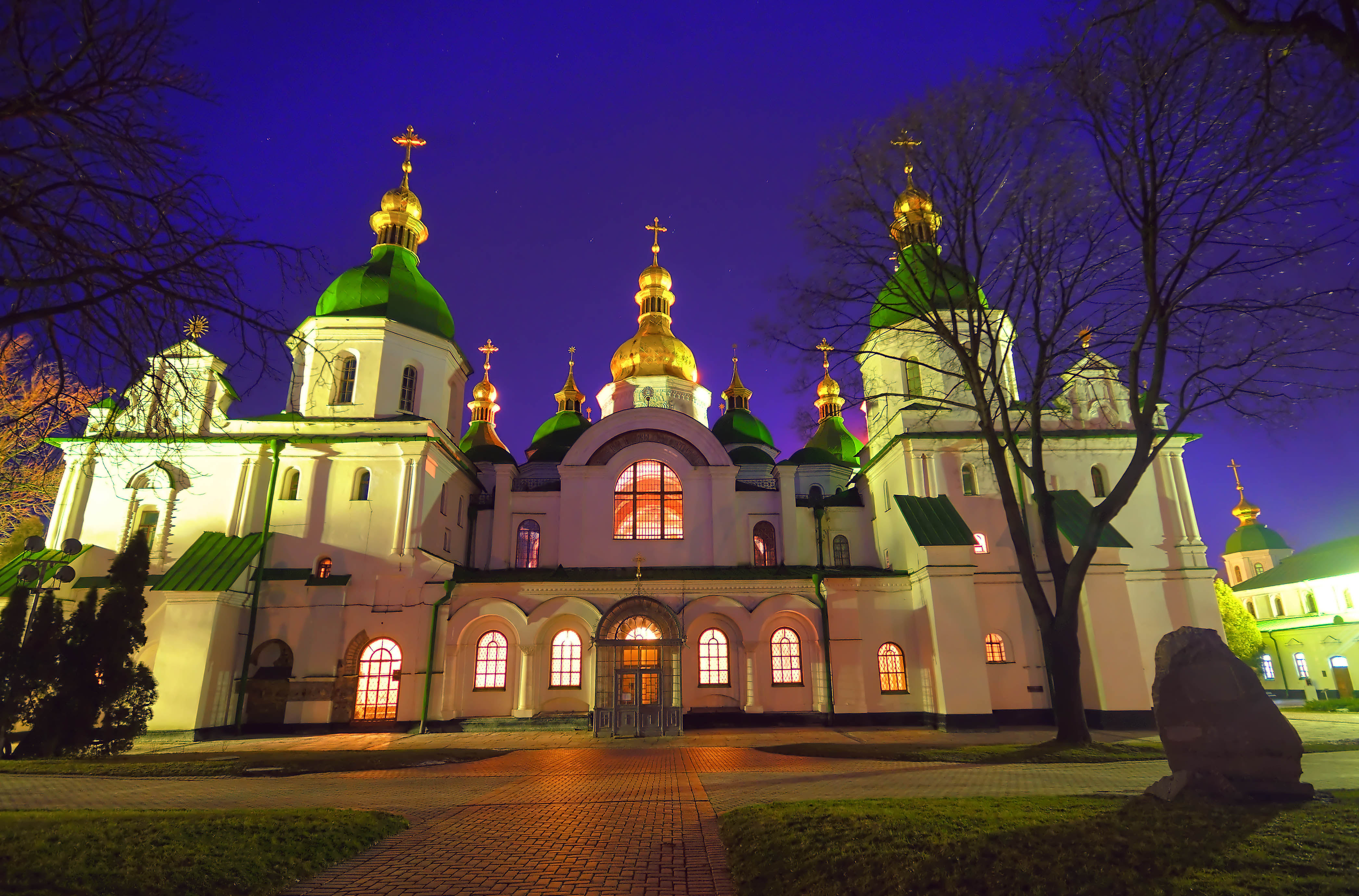
Киево-Софийский собор

В тридцатых годах XVIII столетия он был наместником Киево-Софийского монастыря и правителем Нежинского монастыря. 
4 марта 1739 года Платон Левицкий был назначен ректором Московской духовной академии и 10 июня того же года возведен в сан архимандрита Заиконоспасского монастыря в Москве. 
Через два года (1741) отец Платон возвратился в Киев уже настоятелем Киево-Софийского монастыря.
В 1745-1747 годы был игуменом Кирилловского Троицкого монастыря в Киеве. При нём были составлены первые подробные описи ризницы и имущества монастыря.
В 1746 году архимандрит Платон был назначен архимандритом Назарета-Богородичного монастыря в Нежине, где и скончался в 1749 году. 
Архимандриту Платону в 1743 году было поручено составить для душеполезного чтения две книги: «О собственных всякого чина должностях» и «Собрание проповедей разных святых учителей как о главнейших догматах, так и наипаче о грехах и добродетелях», но он отказался от составления этих книг; однако, одно уже поручение составить данные книги показывает, что Платон Левицкий был в ряду ведущих учёных из числа черного монашествующего духовенства.